# Lissoblemma lunuliferata
Lissoblemma lunuliferata är en fjärilsart som beskrevs av Walker 1862. Lissoblemma lunuliferata ingår i släktet Lissoblemma och familjen mätare. Inga underarter finns listade i Catalogue of Life.